# Kogehud
Kogehud er et begreb som anvendes af guld- og sølvsmede kender til under fremstillingen af emner i guld og sølv. Kogehud kommer af opvarmning af f.eks sølv 925 promille (Sterling), som er en legering af finsølv og kobber, hvor kobberionerne trækker frem i overfladen og danner "skjolder". Det er ikke pænt på smykker eller korpus (tallerkner, fade, o.lign) derfor forsølves bearbejdet sølv ofte som en slutfinish.
Man kan også fjerne kogehud ved at lave en hvidkogning, hvor det rødglødende emne afkøles brat i svovlsyre og efterfølgende poleres.